# Дам'яно Ваннуччі
Дам'я́но Ванну́ччі (італ. Damiano Vannucci; нар. 30 липня 1977 року, Сан-Марино) — санмаринський футболіст, захисник збірної Сан-Марино та низки італійських та санмаринських клубів. Посідає друге місце за кількістю зіграних матчів у історії збірної Сан-Марино після Анді Сельви. 

## Титули і досягнення
- Володар Кубка Сан-Марино (4):

«Лібертас»: 2006
«Ювенес-Догана»: 2010-11
«Ла Фіоріта»: 2011-12, 2012-13
- Володар Суперкубка Сан-Марино (1):

«Ла Фіоріта»: 2012
- Найкращий бомбардир Чемпіонату Сан-Марино (1):

«Віртус»: 2003-04